# Pleurotroppopsis japonica
Pleurotroppopsis japonica is een vliesvleugelig insect uit de familie Eulophidae. De wetenschappelijke naam is voor het eerst geldig gepubliceerd in 1977 door Kamijo.